# Stockholms musikpedagogiska institut

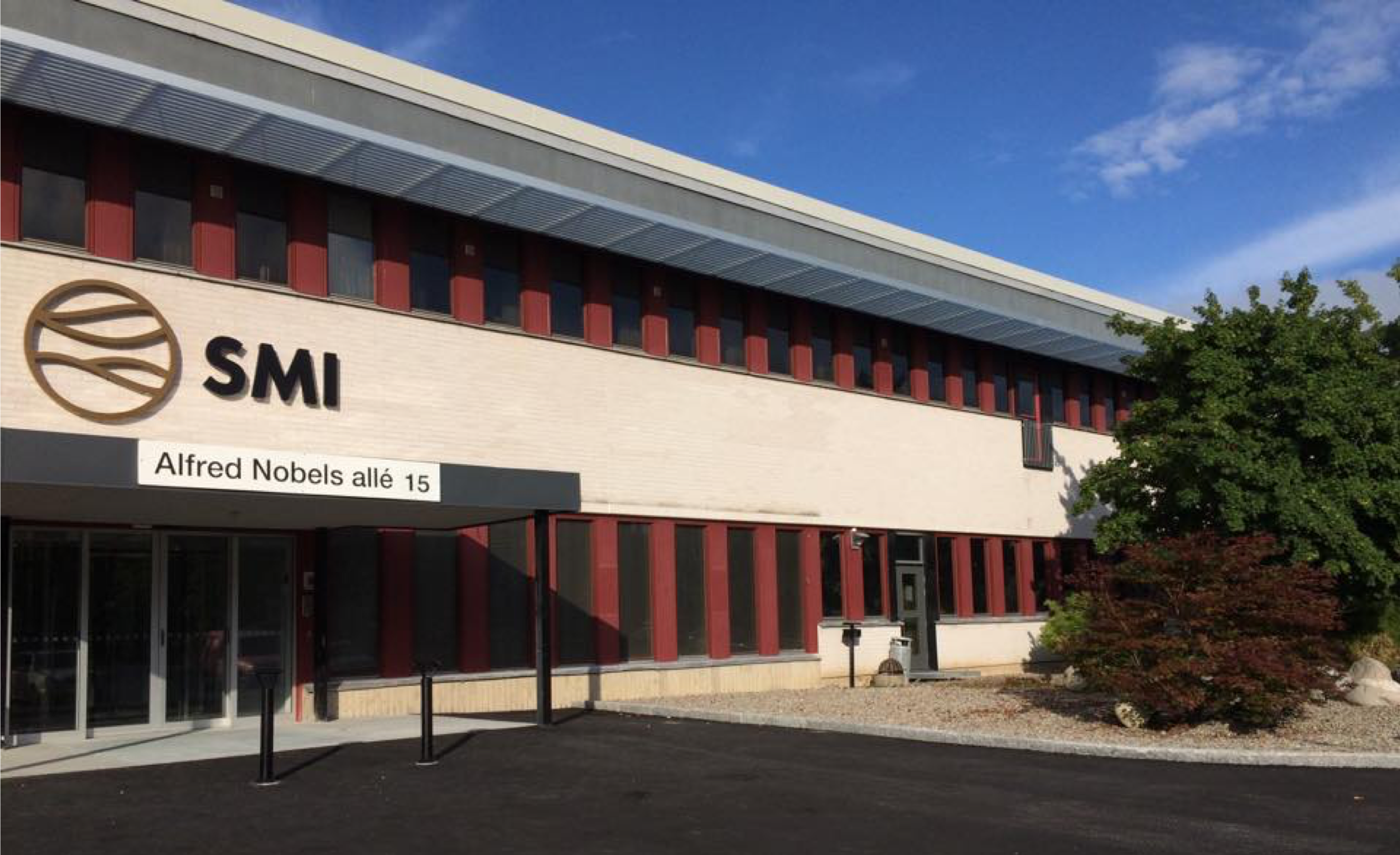
SMI vid Campus Flemingsberg i Huddinge, Stockholm.

Stockholms musikpedagogiska institut (SMI) är en stiftelseägd högskola (enskild utbildningsanordnare) för pedagogisk utbildning i musik och logonomi. SMI erbjuder en kandidatexamen (180 hp) och en högskoleexamen (120 hp) i musikpedagogik samt en högskoleexamen (120 hp) i logonomi. I musikpedagogprogrammet erbjuds inriktningar i Instrument/Sång (med studentens val av huvudinstrumentprofil), i Musikskapande och i Scenpoesi och berättande. På lärosätet erbjuds även fristående kurser inom musikpedagogik, musik och rörelse, danspedagogik, röst och tal, estetiska lärprocesser och konstarter i samverkan. 
SMI grundades 1960 av bland andra Madeleine Uggla och Arne Mellnäs för att tillgodose landets stora behov av didaktisk kompetens för den kommunala musikskolans (senare kulturskolans) verksamhet. SMI är numera den enda högskola med examen i musikpedagogik med inriktning på "pedagogiskt arbete för undervisning med elever på frivillig grund" - en didaktik som skiljer sig markant från andra i att den inte baseras på förutbestämd form eller innehåll, såsom finns i undervisning baserat på kursplaner, kurskriterier, betyg och examination. Istället bygger didaktiken på det frivilliga mötet mellan lärare och elev, med elevens utveckling i fokus. Studenter praktiserar genom hela utbildning med egen undervisning under handledning. Den didaktiska utbildningen förbereder för undervisning enskild och i grupp och ensemble på alla stadier och i flera genrer. I undervisningen vid SMI ges notläsning och gehörsinlärning lika vikt. Lika stor del av utbildningen ägnas den egna utvecklingen som musiker och musicerande förebild, som den didaktiska träningen och vetenskapliga förankringen.
SMI är den enda högskolan i landet med logonomi, en utbildning i talröstpedagogik med estetisk inriktning. Utbildningen växte ur Ninni Elliots didaktisk grund och ger en fördjupad och breddad kompetens att arbeta som röstpedagog med röstens konstnärliga, kommunikativa förmåga såsom utveckling av uttrycksfullhet, engagemang och variation samt dels med förebyggande rösthälsa.
Från och med 2018 medverkar SMI i regeringssatsningen Kulturskoleklivet, i samarbete med bland andra Stockholms universitet och Stockholms konstnärliga högskola.
Sedan 2017 finns SMI i anpassade lokaler för scenkonstnärlig undervisning på Campus Flemingsberg i Huddinge kommun, där även Södertörns högskola och Röda Korsets högskola samt delar av Karolinska Institut och Kungliga Tekniska högskolan finns.
Ian Plaude är SMI:s rektor sedan 2008.